# Dercetina flaviventris
Dercetina flaviventris là một loài bọ cánh cứng trong họ Chrysomelidae. Loài này được Jacoby miêu tả khoa học năm 1890.